# إذاعة أدرار
إذاعـة أدرار الجهوية هي إحدى الإذاعات الجهوية التابعة للإذاعة الجزائرية تبث برامجها عبر مختلف أنـحـاء ولاية أدرار.

## تاريخ الإذاعة
بدأت إذاعة أدرار بث برامجها لأول مرة في 4 يونيو عام 1995 وقد دشنها آنذلك وزير الثقافة والإعلام الجزائري لمين بشيش. كان البث في البداية يمتد لمدة ست ساعات من التاسعة صباحاً إلى غاية الثالثة بعد الظهر ثم مدد وقت البث ليصل إلى ثماني ساعات في اليوم، واليوم تبث لمدة اثنا عشر ساعة من السابعة واربعين دقيقة صباحاً حتى السابعة والنصف مساءً، تتركز برامج الإذاعة بشكل عام حول قضايا ومجتمع مدينة أدرار.

## أقسام الإذاعة

### قسم الإنتاج
يتم في هذا القسم إعداد البرامج التي تقدم عبر موجات الإذاعة، يضم مخرجين وعــدداً من المحررين وأخصائيين في شتى المجالات. 

### قسم الأخبار
يضم الصحفيين المحررين والمذيعين والمراسلين عبر الدوائر الإحدى عشر للولاية وتقدم الأخبار المحلية والوطنية والدولية باللـغة العربية الفصحى واللسان الزناتي والترقي قصد إيصال الـخبر لكل مكونات المجتمع وإضافة إلى الأخبار يقوم قسم الأخبار بالتغطية الإعـلامية لمختلف الأنشطة كما يعد التحقيقات والروبورتاجات الإذاعية.ومن أشهر الصحفيين بها الكاتب الصحفي لحسن حرمة وشهرزاد سباطة

### المدراء
- عبد الحميد بن تركي 1995
- محمد رباني 1996
- محمد باسعود 2001
- بوحامدي نور الدين 2004
- عبد الحميد بوكرة 2005
- عبد الوهاب ميساوي 2008
- محمد باسعود 2011
- شهرزاد سباطة 2012
- محمد باسعود 2020
- عبد النور بودواية 2022
- مصطفى دونيه 2023

## وصلات خارجية
- موقع إذاعة أدرار

قالب:إذاعات جزائرية